# Лашапель, Мария
Мария-Луиза Лашапель (франц. Marie-Louise Dugès Lachapelle, 1 января 1769 — 4 октября 1821) — французская акушерка. Автор книги по женской физиологии, гинекологии и акушерству. Выступала против использования акушерских щипцов, способствовала распространению практики естественных родов. Считается матерью современного акушерства.

## Жизнь
Мария родилась в Париже в семье квалифицированной акушерки Мари Жоне и работника здравоохранения Луи Дуже. Ее мать, как и бабушка, были акушерками и Мария-Луиза с детства ассистировала при родах. От матери и бабушки она узнала все об акушерстве и родах. Когда ей было 15 лет, она впервые самостоятельно приняла роды, которые проходили с осложнениями, однако, благодаря Марии-Луизе, и матери и ребенку удалось выжить.
В 1792 году Мария вышла замуж за хирурга. После этого она родила дочь и не работала вплоть до 1795 года, потому что заботилась о ребёнке, однако после снова занялась акушерством. Ее дочь, вопреки семейной традиции, стала монашкой.
Мария-Луиза умерла от рака желудка в октябре 1821 года.

## Карьера
Ее мать, которая была первой сертифицированной акушеркой, занимала должность главной акушерки родильного отделения в Отель-Дьё де Пари, самом большом общественном госпитале Парижа. Так как к моменту смерти матери Мария-Луиза была уже опытной акушеркой, она заняла ее место в госпитале. В Отель-Дьё было лучшее акушерское отделение того времени. Мария два года училась акушерству у Франца Карла Негеле. После этого она сама преподавала акушерство в Отель-Дье. А затем она стала главой родильного и детского отделений в новом учебном госпитале, который являлся ответвлением Отель-Дье и был частью реформы, направленной на организацию системы школ для акушерок. В этом учебном госпитале прошла большая часть ее карьеры. Там она разрабатывала методы принятия родов, заботы о гигиене и обучения акушеров. За всю свою карьеру Мария приняла приблизительно 40 000 родов.
Лашапель написала книгу по гинекологии и акушерству. Она также писала статьи и вела научную деятельность. Когда Мария умерла, одна из ее книг все еще была незаконченной. Ее закончил племянник Марии, также акушер, Антуан Луи Дюже и опубликовал в 1825 году.
У Марии-Луизы была докторская степень и репутация выдающейся акушерки. Она несколько раз консультировала самых влиятельных лиц Франции.

## Школа акушерства
Мария работала вместе с Жаном Луи Боделоком, основоположником научно обоснованного акушерства. Вместе они открыли курс для обучение акушеров. Их курс обучения длился год, после чего студенты должны были пройти строгий экзамен, чтобы получить диплом. Мария обучала самым современным техникам родовспоможения. Одной из ее студенток была другая знаменитая акушерка, Мари Буавен. Мария-Луиза относилась к своим студентам как к членам собственной семьи, психологически поддерживала их, терпеливо обучала. Она переехала жить в учебный госпиталь, чтобы всегда быть рядом, если кому-то понадобиться помощь. Обучая студентов она подчеркивала важность вмешиваться в процесс родов только при необходимости, а акушерские щипцы использовать только в случае самой крайней необходимости. Это шло в разрез с традиционными практиками, при которых врачи активно вмешивались в роды даже без необходимости.

## Вклад в медицину
Лашапель принадлежат несколько полезных новшеств в области заботы о пациентах и обучения акушеров. Она пыталась добиться устранения из родильных покоев огромного количества посторонних людей, учила своих студентов, что нужно немедленно зашивать порванные ткани сразу после родов, а также ввела несколько новых методов помощи женщинам при затруднительных родах.
Лашапель успешно боролась с детской смертностью. Она предприняла меры по улучшению гигиены в больнице, включая ограничение числа посетителей. Самой большой инновацией, введенной Марией-Луизой было то, что она стала собирать статистику по большому количеству дел и анализировать ее. Благодаря этому она смогла разрешить множество вопросов, которые были в медицине того времени, например такие, как средняя продолжительность беременности. Основываясь на своем огромном опыте, Мария написала книгу по акушерству и гинекологии.